# オットー・ヘックマン
オットー・ヘックマン（Otto Hermann Leopold Heckmann、1901年6月23日 – 1983年5月13日）は、ドイツの天文学者である。

## 生涯
1941年から1962年の間、ハンブルク天文台の所長を務め、その後、ヨーロッパ南天天文台の初代所長を務めた。AG星表の三訂版（AGK3: Astronomische Gesellschaft Katalog）の作成に貢献した。一般相対論に基づく宇宙論にも貢献し、著書にTheorien der Kosmologieがある。
1967年から国際天文学連合の会長を務め、1973年にコペルニクスの生誕500年を記念して、ワルシャワで国際天文連合の臨時総会の開催の決定を行った。

## 栄誉
1961年にジェームズ・クレイグ・ワトソン・メダル、1962年ジュール・ジャンサン賞、1964年にブルース・メダルを受賞した。
小惑星 (1650)ヘックマンに命名された。